# Mammillaria nivosa
Mammillaria nivosa (укр. Мамілярія сніжна, мамілярія нівоза) — сукулентна рослина з роду мамілярія (Mammillaria) родини кактусових (Cactaceae).

## Історія

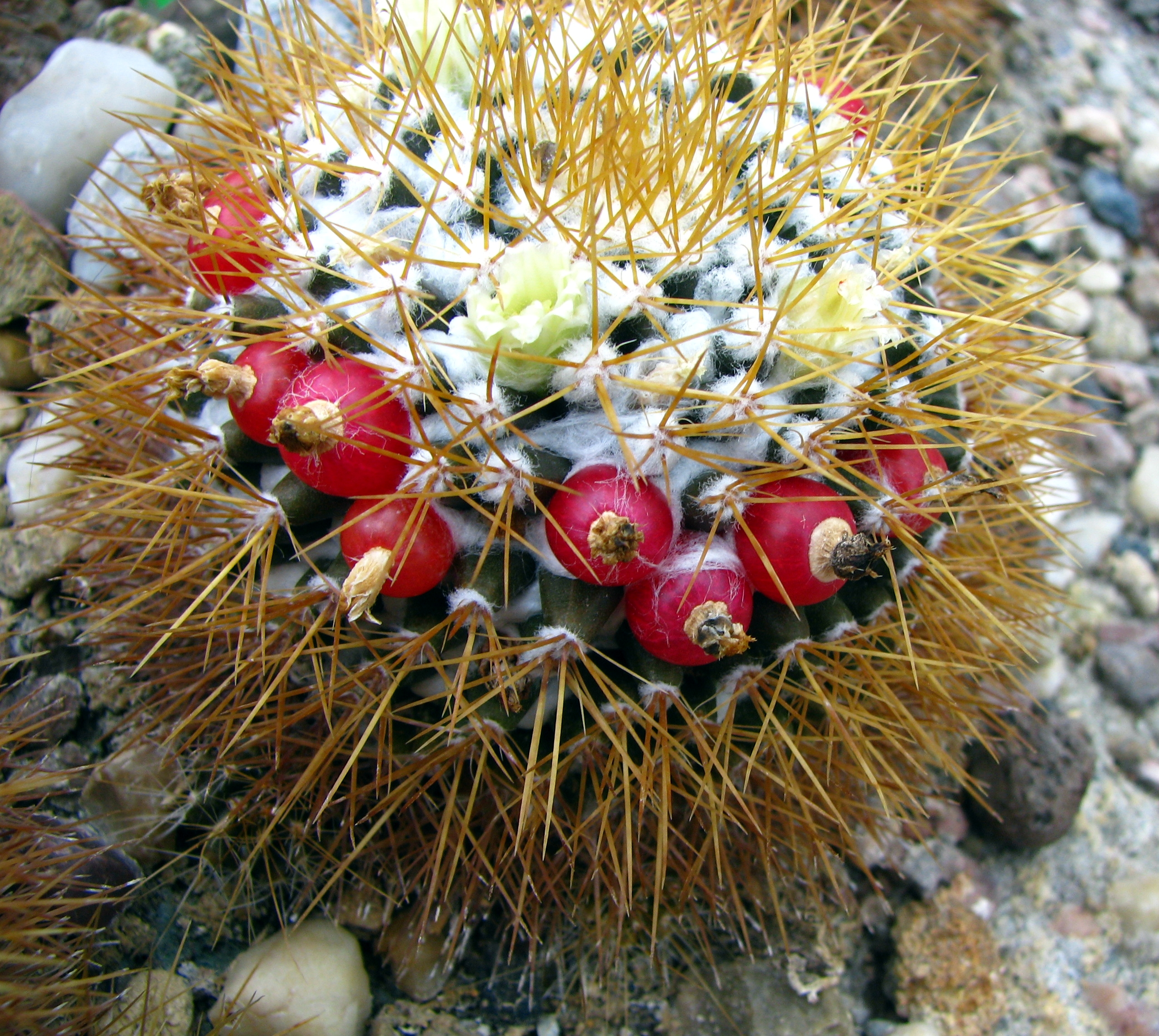
Mammillaria nivosa з квітками і ягодами

Вид вперше описаний німецькими ботаніками Генріхом Фрідріхом Лінком (нім. Heinrich Friedrich Link, 1767—1851) і Людвігом Георгом Карлом Пфайффером (нім. Heinrich Friedrich Link, 1805—1877) у 1837 році у виданні ісп. «Enumeratio Diagnostica Cactearum».

## Етимологія
Видова назва походить від лат. niveus — «сніг» і дана через білосніжну вовну, що міститься в аксилах цього виду.

## Ареал і екологія
Mammillaria nivosa є одним з небагатьох видів мамілярій, ареал яких розташований на південь від Мексики — він з Вест-Індії. Її батьківщиною є Антигуа і Барбуда; Багамські острови; Барбадос; Кайманові острови; Ямайка; Пуерто-Рико; Тринідад і Тобаго; Острови Теркс і Кайкос; Британські Віргінські Острови; Американські Віргінські Острови. Зростає на голих вапнякових породах.

## Морфологічний опис
| Орган              | Опис                                                              |
| Рослини            | одиночні або утворюють групи.                                     |
| Коріння            |                                                                   |
| Стебло             | від кулястого до коротко-циліндричного, 8-10 см в діаметрі.       |
| Епідерміс          | темно-зелений з бронзовим відтінком.                              |
| Маміли             | тупі, конічні, трохи сплющені, з молочним соком.                  |
| Ареоли             |                                                                   |
| Аксили             | з щільним білим пухом.                                            |
| Центральні колючки | зазвичай одна, схожа на радіальні колючки.                        |
| Радіальні колючки  | 6-13, від яскраво-жовтих до темно-коричневих, завдовжки до 20 мм. |
| Квіти              | жовті, 15-20 мм завдовжки і в діаметрі.                           |
| Бутони             |                                                                   |
| Зовнішні пелюстки  |                                                                   |
| Внутрішні пелюстки |                                                                   |
| Тичинки            |                                                                   |
| Маточка            |                                                                   |
| Плоди              | булавоподібні, червоні.                                           |
| Насіння            | коричневе.                                                        |

## Чисельність, охоронний статус та заходи по збереженню
Mammillaria nivosa входить до Червоного списку Міжнародного союзу охорони природи видів, з найменшим ризиком (LC).
На цей вид впливає розвиток міських територій і туризм. Майже всі острови де цей вид зустрічається є туристичними курортами. Однак цей вид також зустрічається на острові Мона, який є захищеним природним заповідником і тому вважається, що субпопуляція там є недоторканою.
Охороняється Конвенцією про міжнародну торгівлю видами дикої фауни і флори, що перебувають під загрозою зникнення (CITES).

## Використання
Немає інформації про використання або торгівлю даним видом.

## Утримання в культурі
Через тропічного походження цей вид погано переносить температури нижче 5 °C, так що в країнах з холодною зимою слід утримувати його тепліше, ніж інші види цього роду: для безпеки рекомендується мінімум 10 °C, проте, він перенесе і до 5 °C, якщо коріння буде сухим. Крім цієї особливості, інших труднощів у вирощуванні не представляє. Якщо не переливати його, аксильне опушение залишиться дуже красивим, контрастуючи з жовто-коричневими колючками і рясними виступаючими плодами. Рекомендується додавати у ґрунт вапняну крихту.